# Samuel Asamoah
Samuel Asamoah, né le 23 mars 1994 à Accra au Ghana, est un footballeur international togolais. Il évolue au poste de milieu relayeur.

## Biographie
Samuel Asamoah naît à Accra, la capitale du Ghana. Le jeune footballeur est recruté en 2007 par l'Académie Aspire, alors nouvellement fondée. Asamoah, alors âgé de 13 ans, quitte sa famille pour poursuivre une carrière de footballeur professionnel. Pendant cinq ans, il joue dans la section sénégalaise de l'Académie Aspire avant de s'installer en Belgique.
À l'été 2012, Asamoah, signe un contrat avec le KAS Eupen, en deuxième division belge, venant d'être repris par l'Académie Aspire. De cette façon, les nouveaux propriétaires espérant mettre en valeur leurs jeunes talents. 
Tant en 2014 qu'en 2015, il atteint les barrages de promotion avec le KAS Eupen, échouant les deux fois de peu à la promotion. Il inscrit un total de 12 buts avec cette équipe.
En juillet 2015, Asamoah est prêté à l'OH Louvain, alors en première division belge.
En 2017, il signe pour le Saint-Trond VV, club de première division belge.

## Statistiques
| Saison                | Club                  | Championnat           | Championnat | Championnat | Coupe(s) nationale(s) | Coupe(s) nationale(s) | Compétition(s) continentale(s) | Compétition(s) continentale(s) | Compétition(s) continentale(s) | Total | Total |
| Saison                | Club                  | Division              | M.          | B.          | M.                    | B.                    | Comp.                          | M.                             | B.                             | M.    | B.    |
| 2012-2013             | KAS Eupen             | Division 2            | 32          | 2           | 0                     | 0                     | -                              | 0                              | 0                              | 32    | 2     |
| 2013-2014             | KAS Eupen             | Division 2            | 36          | 3           | 1                     | 0                     | -                              | 0                              | 0                              | 37    | 3     |
| 2014-2015             | KAS Eupen             | Division 2            | 33          | 7           | 1                     | 0                     | -                              | 0                              | 0                              | 34    | 7     |
| 2015-2016             | OH Louvain (prêt)     | Division 1            | 17          | 1           | 1                     | 0                     | -                              | 0                              | 0                              | 18    | 1     |
| 2016-2017             | KAS Eupen             | Division 1A           | 0           | 0           | 0                     | 0                     | -                              | 0                              | 0                              | 0     | 0     |
| Sous-total            | Sous-total            | Sous-total            | 118         | 13          | 4                     | 0                     | -                              | 0                              | 0                              | 122   | 13    |
| 2017-2018             | Saint-Trond VV        | Division 1A           | 29          | 2           | 1                     | 0                     | -                              | 0                              | 0                              | 30    | 2     |
| 2018-2019             | Saint-Trond VV        | Division 1A           | 0           | 0           | 0                     | 0                     | -                              | 0                              | 0                              | 0     | 0     |
| Sous-total            | Sous-total            | Sous-total            | 29          | 2           | 1                     | 0                     | -                              | 0                              | 0                              | 30    | 2     |
| Total sur la carrière | Total sur la carrière | Total sur la carrière | 147         | 15          | 5                     | 0                     | -                              | 0                              | 0                              | 152   | 15    |